# Henrik von Appen
Henrik von Appen Piedrabuena (Santiago del Cile, 15 dicembre 1994) è uno sciatore alpino cileno.

## Biografia
Von Appen proviene da una famiglia di grandi tradizioni sportive: è cugino dello sciatore Kai Horwitz e della velista Nadja Horwitz. Ha esordito in South American Cup l'8 agosto 2009 a Cerro Castor in slalom gigante, senza completare la prova, ai Campionati mondiali a Schladming 2013, dove si è classificato 67º nello slalom gigante e non ha completato la prova di qualificazione dello slalom speciale, in Coppa del Mondo il 30 novembre 2013 a Lake Louise in discesa libera (63º) e ai Giochi olimpici invernali a Soči 2014, dove si è piazzato 41º nella discesa libera, 32º nel supergigante, 32º nella supercombinata e non ha terminato lo slalom gigante.
Il 18 settembre 2014 ha colto il primo podio in South American Cup, a El Colorado in supercombinata (3º), e ai successivi Mondiali di Vail/Beaver Creek 2015 è stato 37º nella discesa libera, 38º nel supergigante, 32º nella combinata e non ha completato lo slalom gigante; nello stesso anno, il 7 agosto, ha conquistato la prima vittoria in South American Cup, a Chapelco in slalom gigante. Ai Mondiali di Sankt Moritz 2017 si è classificato 32º nella discesa libera, 29º nel supergigante e 31º nella combinata; l'anno dopo ai XXIII Giochi olimpici invernali di Pyeongchang 2018, dopo esser stato portabandiera del Cile durante la cerimonia di apertura, si è piazzato 34º nella discesa libera, 30º nel supergigante e non ha completato la combinata.
Ai Mondiali di Åre 2019 è stato 24º nella discesa libera, 28º nel supergigante e non ha completato la combinata e ai XXIV Giochi olimpici invernali di Pechino 2022, dopo esser stato nuovamente portabandiera del Cile durante la cerimonia di apertura, si è classificato 32º nella discesa libera, 27º nel supergigante e non ha completato la combinata. Il 27 novembre 2022 ha conquistato i primi punti in Coppa del Mondo, chiudendo al 18º posto il supergigante disputato a Lake Louise; ai successivi Mondiali di Courchevel/Méribel 2023 si è piazzato 22º nella discesa libera e 24º nel supergigante e a quelli di Saalbach-Hinterglemm 2025 è stato 31º nella discesa libera e 30º nel supergigante.

## Palmarès

### Coppa del Mondo
- Miglior piazzamento in classifica generale: 100º nel 2023

### South American Cup
- Miglior piazzamento in classifica generale: 2º nel 2020 e nel 2023
- Vincitore della classifica di discesa libera nel 2023 e nel 2024
- Vincitore della classifica di supergigante nel 2020 e nel 2023
- Vincitore della classifica di combinata nel 2020
- 22 podi:
  - 10 vittorie
  - 6 secondi posti
  - 6 terzi posti

#### South American Cup - vittorie
| Data              | Località | Paese     | Specialità |
| ----------------- | -------- | --------- | ---------- |
| 7 agosto 2015     | Chapelco | Argentina | GS         |
| 3 ottobre 2019    | Corralco | Cile      | DH         |
| 5 ottobre 2019    | Corralco | Cile      | KB         |
| 5 ottobre 2019    | Corralco | Cile      | SG         |
| 5 ottobre 2019    | Corralco | Cile      | SG         |
| 1º settembre 2022 | La Parva | Cile      | KB         |
| 27 settembre 2022 | Corralco | Cile      | DH         |
| 28 settembre 2022 | Corralco | Cile      | DH         |
| 29 settembre 2022 | Corralco | Cile      | SG         |
| 31 agosto 2023    | La Parva | Cile      | DH         |

Legenda:

DH = discesa libera

SG = supergigante

GS = slalom gigante

KB = combinata

### Campionati cileni
- 5 medaglie:
  - 4 ori (discesa libera, supergigante nel 2022; discesa libera nel 2023; discesa libera nel 2024)
  - 1 argento (combinata nel 2022)